# Vlambloemfamilie
De vlambloemfamilie (Polemoniaceae) is een familie van tweezaadlobbige planten. Het zijn meestal kruidachtigen, soms struiken of lianen. De familie komt voornamelijk in gematigde streken van het noordelijk halfrond voor en het westen van Amerika.
De Nederlandse naam van de familie is afgeleid van het geslacht vlambloem (Phlox, uit het Grieks, met de betekenis vlam). 
In Nederland komt het geslacht Polemonium voor met de sierplant jakobsladder (Polemonium caeruleum), die ook verwilderd wordt aangetroffen. Een andere soort die als sierplant wordt toegepast, is de klokwinde (Cobaea scandens). Andere soorten zijn Langloisia setosissima en Linanthus californicus.
In het Cronquist-systeem (1981) werd de vlambloemfamilie ondergebracht in de orde Solanales. In het APG II-systeem (2003) is de familie ingedeeld in de Ericales. In de omschrijving volgens APG II omvat de familie ook het geslacht Cobaea dat bij gelegenheid de familie Cobaeaceae vormden.